# Lahoh

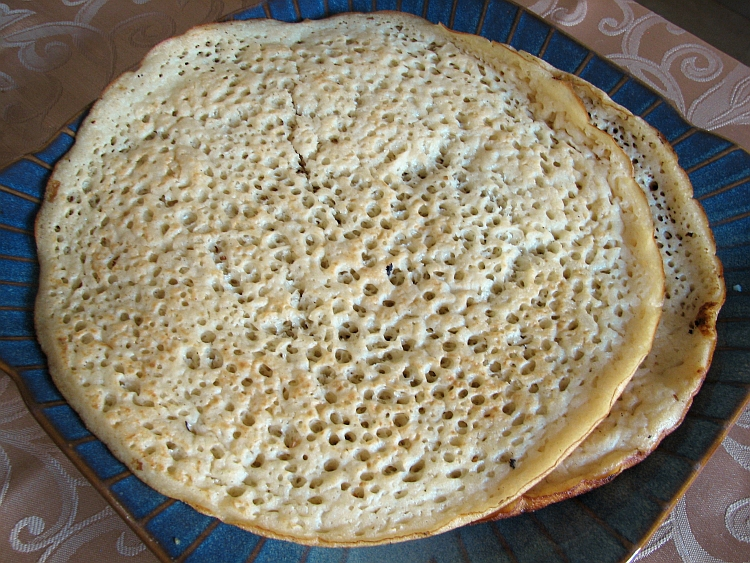
Jemeńskie lahoh

Lahoh (w języku somalijskim pisane laxoox) – gąbczasty placek chlebowy pochodzący z Dżibuti, Somalii i  Jemenu. Jest również popularne w  Izraelu, gdzie przybyło za sprawą jemeńskich Żydów, którzy tam wyemigrowali. W Jemenie jest często sprzedawane na ulicy przez handlarzy obwoźnych.

## Przygotowanie
Lahoh przygotowuje się z ciasta z mąki, proszku do pieczenia, ciepłej wody, drożdży i szczypty soli. Ciasto jest wyrabiane ręcznie, aż staje się elastyczne i kremowe, potem zostawia się je do wyrośnięcia. Sorgo jest preferowanym zbożem do wyrobu mąki na lahoh. Istnieje też słodka wersja tego dania, jak również wersja, której składnikiem są jajka.
Lahoh jest tradycyjnie pieczone w okrągłym metalowym piecu zwanym daawo. W przypadku jego braku może być smażone na zwykłej patelni.

## Spożycie
Podczas tradycyjnego somalijskiego śniadania jada się zwykle trzy sztuki lahoh z miodem, ghee i kubkiem herbaty. Na obiad jada się czasami z curry, zupą lub potrawką.